# Shibata (Miyagi)
Shibata (jap. 柴田町 Shibata-machi) – miasto w Japonii, na wyspie Honsiu, w prefekturze Miyagi. Według danych na rok 2020 miejscowość zamieszkiwało 38 271 mieszkańców , a gęstość zaludnienia wyniosła 708,3 os./km².